# Moruga
Genre
Moruga est un genre d'araignées mygalomorphes de la famille des Barychelidae.

## Distribution
Les espèces de ce genre sont endémiques d'Australie. Elles se rencontrent au Queensland et en Australie-Occidentale.

## Liste des espèces
Selon World Spider Catalog (version 14.0, 2013) :
- Moruga doddi Raven, 1994
- Moruga fuliginea (Thorell, 1881)
- Moruga heatherae Raven, 1994
- Moruga insularis Raven, 1994
- Moruga kimberleyi Raven, 1994
- Moruga thickthorni Raven, 1994
- Moruga thorsborneorum Raven, 1994
- Moruga wallaceae Raven, 1994

## Publication originale
- Raven, 1994 : Mygalomorph spiders of the Barychelidae in Australia and the Western Pacific. Memoirs of the Queensland Museum, vol. 35, no 2, p. 291-706 (texte intégral).